# Casa-fàbrica Pons
La casa-fàbrica Pons és un conjunt arquitectònic situat als carrers de Sant Pere Més Alt, 59-59 bis i de Trafalgar, 50-52 de Barcelona, catalogat com a bé amb elements d'interès (categoria C).

## Història
Com el seu germà Josep (fundador de la colònia Pons a Puig-reig) i el seu nebot Lluís Gonzaga, Antoni Pons i Enrich pertanyia a una nissaga de fabricants tèxtils de Manresa. El 1850 es va casar amb Paula Pla i Serrano, pubilla i filla del fabricant Gaspar Pla i de Josepa Serrano, i d'aquesta manera va passar a dirigir l'empresa familiar.
A finals del segle xix, va adquirir la casa Sampere al carrer de Sant Pere Més Alt, 59 de Barcelona, i el 1899, va demanar permís per a enderrocar les construccions existents i edificar-hi de nova planta, segons el projecte de l'arquitecte Eduard Mercader. El seu renebot Josep Pons i Arola (net de Josep Pons i Enrich) estava casat amb Mercè Ferrer i Bertrand, filla de Maria i neboda de Manuel Bertrand i Salsas, que hi traslladà el magatzem i despatx de la societat Manuel Bertrand i Fill i Cia.
El 1924, Francesc Pons i Pla, fill i hereu d'Antoni, va demanar permís per a reconstruir el clavegueró del núm. 59 bis, i el 1926 es va reparar la claraboia central dels núms. 59-59 bis, els baixos del qual eren arrendats per Eusebi Bertrand i Serra, segons el projecte de l'arquitecte Melcior Vinyals.
El 1954, el director de Tèxtils Bertrand Serra SA va demanar permís per a que els camions de la seva empresa hi poguessin aparcar a la vorera, i aquell mateix any, l'altra societat fundada per Eusebi Bertrand, Comercial Bertrand Serra SA, va demanar permís per a instal·lar quatre motors i canviar de nom diversos aparells industrials a l'edifici del carrer de Trafalgar.

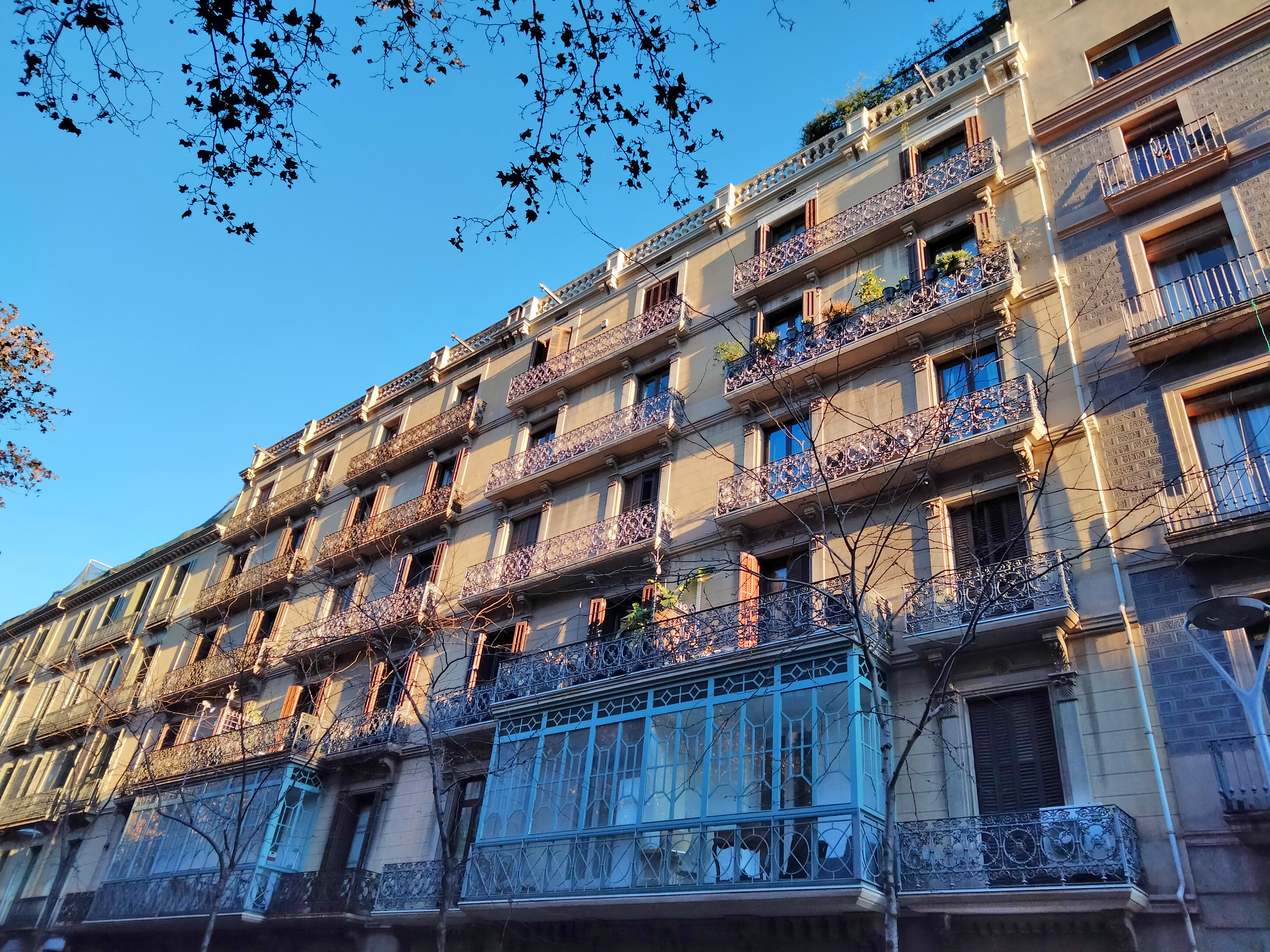
Façana del carrer de Trafalgar

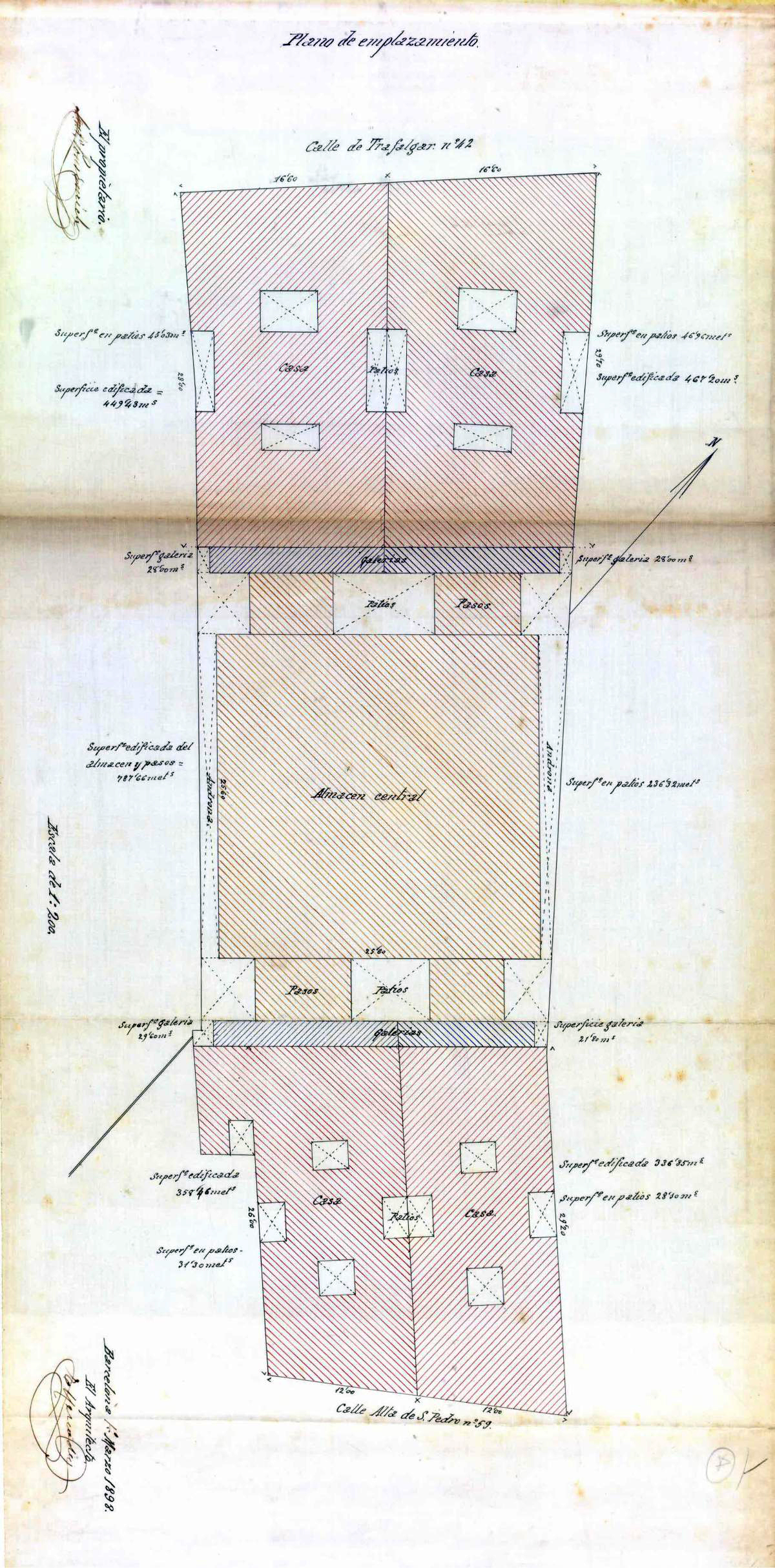
Plànol d'emplaçament de la finca

## Descripció
Està compost per dos edificis «siamesos» d'habitatges al carrer de Sant Pere més Alt, de planta baixa (desdoblada en semisoterrani i entresol) i quatre pisos, un cos de planta baixa i dos pisos a l'interior d'illa, originalment destinat a magatzem, i altres dos edificis «siamesos» al carrer de Trafalgar, de planta baixa i quatre pisos.